# اپل گروو (کنتاکی)
اپل گروو (به انگلیسی: Apple Grove) یک منطقهٔ مسکونی در ایالات متحده آمریکا است که در شهرستان برن، کنتاکی واقع شده است. اپل گروو ۲۱۷٫۰۲ متر بالاتر از سطح دریا واقع شده است.